# Paralieberkuehnia
Paralieberkuehnia, en ocasiones erróneamente denominado Faralieberkuehnia, es un género de foraminífero bentónico de la subfamilia Allogromiinae, de la familia Allogromiidae, del suborden Allogromiina y del orden Allogromiida. Su especie tipo es Microgromia elegantula. Su rango cronoestratigráfico abarca el Holoceno.

## Clasificación
Paralieberkuehnia incluye a la siguiente especie:
- Paralieberkuehnia elegantula